# Ngmoco
Ngmoco è un editore e sviluppatore di videogiochi per telefonini e terminali mobili con sede in California a San Francisco.
Il nome Ngmoco significa "Next Generation MObile COmpany".
La società fondata nel 2008 è diretta da Neil Young, Bob Stevenson, Alan Yu e Joe Keene ed è sostenuta dai fondi di investimento Kleiner Perkins Caufield & Byers, Norwest Venture Partners & Maples Investments.. Uno dei suoi consiglieri è il fondatore di Digg Kevin Rose..
La peculiarità di Ngmoco è stata quella di fondare il suo modello economico su giochi gratuiti finanziati dalla pubblicità o da acquisti di oggetti virtuali nei giochi.
La Ngmoco è responsabile di Plus+, un servizio che permette ad utenti di giochi prodotti da società diverse di condividere punteggi, risultati, messaggi in un unico ambiente condiviso tra giochi diversi, anche di sviluppatori differenti.

## Videogiochi sviluppati dalla Ngmoco
- God Finger
- We Rule
- We Farm
- Touch Pet
- Eliminate
- Rolando
- Topple
- We City
- We Doodle